# Movin'On (chanson)
Singles de Starting Rock
Don't Go
(2006)
Movin'On est une chanson du groupe français Starting Rock, interprétée par la chanteuse Diva Avari. Le single sort le 20 juin 2007 sous le label Airplay Records, distribué par Universal.
La chanson est écrite par Avari Firiel. Movin'On est composé et produit par Hédi Banon et Stéphane Tedesco. Le single se classe en France et aux Pays-Bas.

## Formats et liste des pistes
CD single en France (2007 : Airplay Records, Universal)
| No | Titre                            | Auteur                                     | Durée |
| -- | -------------------------------- | ------------------------------------------ | ----- |
| 1. | Movin'On (Radio Edit)            | Avari Firiel, Hédi Banon, Stéphane Tedesco | 3:25  |
| 2. | Don't Go (Original Radio Edit)   | Vince Clarke                               | 3:30  |
| 3. | Movin'On (Club Extended Mix)     | Avari Firiel, Hédi Banon, Stéphane Tedesco | 6:16  |
| 4. | Movin'On (DJ Style N'Tabu Remix) | Avari Firiel, Hédi Banon, Stéphane Tedesco | 4:04  |
| 5. | Just Follow Me (Jimmy Kyle mix)  | Hédi Banon, Stéphane Tedesco               | 4:18  |

Maxi 45 tours en France (octobre 2007 : Airplay Records, Universal)
| No | Titre                            | Durée |
| -- | -------------------------------- | ----- |
| 1. | Movin'On (Club Extended Mix)     | 6:16  |
| 2. | Movin'On (DJ Style N'Tabu Remix) | 4:04  |

CD single en Belgique (2007 : 541)
| No | Titre                            | Durée |
| -- | -------------------------------- | ----- |
| 1. | Movin'On (Radio Edit)            | 3:25  |
| 2. | Movin'On (Club Extended Mix)     | 6:16  |
| 3. | Movin'On (DJ Style N'Tabu Remix) | 4:04  |
| 4. | Just Follow Me (Jimmy Kyle mix)  | 4:18  |

## Classement par pays
| Classement (2006)             | Meilleure position |
| ----------------------------- | ------------------ |
| France (SNEP)                 | 20                 |
| Pays-Bas (Nederlandse Top 40) | 53                 |
| France (Club 40)              | 4                  |